# Olcnava
Olcnava (allemand : Alzenau in der Zips) est un village de Slovaquie situé dans la région de Košice.

## Histoire
Première mention écrite du village en 1312.

## Démographie

### Évolution de la population
| Année:               | 1994. | 2004.   | 2014.   | 2024.   |
| -------------------- | ----- | ------- | ------- | ------- |
| Nombre de personnes: | 900   | 969     | 1044    | 1015    |
| Différence:          |       | +7,66 % | +7,73 % | -2,77 % |

| Année:               | 2023. | 2024.   |
| -------------------- | ----- | ------- |
| Nombre de personnes: | 1018  | 1015    |
| Différence:          |       | -0,29 % |